# اچ‌ام‌اس راگلان
اچ‌ام‌اس راگلان (به انگلیسی: HMS Raglan) یک کشتی بود که طول آن ۳۳۴٫۵ فوت (۱۰۲٫۰ متر) بود. این کشتی در سال ۱۹۱۵ ساخته شد.